# Sergio Maldini
Œuvres principales
La casa a nord-est
Sergio Maldini, né le 9 mai 1923 à Florence et mort le 2 juillet 1998 à Udine en Italie, est un journaliste, critique littéraire et écrivain italien.

## Biographie
Sergio Maldini est le fils d'Edgardo Maldini originaire de Cesena. Il passe son enfance et son adolescence dans le Frioul où il a fait la rencontre de Pier Paolo Pasolini, du même âge que lui, qui aura une grande importance sur sa formation culturelle.
Venant à Bologne où il fait des études de jurisprudence, il devient journaliste puis rédacteur en chef dans le journal Il Resto del Carlino, où il recevra le prix Saint-Vincent du journalisme en 1967. Il entame à partir des années 1950 une carrière d'écrivain – dont les romans seront souvent liés au Frioul, auquel il a été très attaché, choisissant de vivre à Santa Marizza di Varmo – couronnée en 1992 par l'obtention du prix Campiello pour La casa a nord-est.

## Œuvre
- I sognatori, éditions Mondadori, 1953 ; rééd. Marsilio, 1993 – prix Hemingway
- Il giornalista riluttante, éd. Il Mulino, 1968 – prix Estense
- Il cestone, éd. Girasole, 1986
- La casa a nord-est, éd, Marsilio, 1991 – prix Campiello 1992
- La stazione di Varmo, éd. Marsilio, 1994
- Bologna brucia, éd. Marsilio, 1996
- Descrizioni, éd. Marsilio, 1998.